# Xã Green, Quận Hocking, Ohio
Xã Green (tiếng Anh: Green Township) là một xã thuộc quận Hocking, tiểu bang Ohio, Hoa Kỳ. Năm 2010, dân số của xã này là 3.261 người.